# Письмечево
Письмече́во (укр. Письмечеве) — село,
Письмечевский сельский совет,
Солонянский район,
Днепропетровская область,
Украина.
Код КОАТУУ — 1225085501. Население по переписи 2001 года составляло 525 человек.
Является административным центром Письмечевского сельского совета, в который, кроме того, входят сёла
Безбородьково,
Крутое,
Пшеничное и
Староднепровское.

## Географическое положение
Село Письмечево находится на левом берегу реки Камышеватая Сура,
выше по течению на расстоянии в 3 км расположено село Перше Травня,
ниже по течению на расстоянии в 0,5 км и
на противоположном берегу — село Безбородьково.
По селу протекают пересыхающие ручьи с запрудами.
Рядом проходит автомобильная дорога Т-0420.

## История
- Село Письмечево основано приблизительно в 1760 году, когда в этих местах поселился войсковой старшина, есаул запорожец Василий Андреевич Письмич и называлось тогда – Письмичевка.
- До 1941 года село называлось Александровка Первая (соседнее село Безбородьково тогда называлось Александровка).

## Объекты социальной сферы
- Школа.
- Фельдшерско-акушерский пункт.

## Достопримечательности
- Братская могила советских воинов.